# Linnaemya scutellaris
Linnaemya scutellaris là một loài ruồi trong họ Tachinidae.